# 里見純吉
里見 純吉（さとみ じゅんきち、1878年（明治11年）7月5日 - 1952年（昭和27年）8月3日）は、日本の実業家、社会教育家。大丸社長、大阪ユネスコ協会会長などを務めたほか、大阪夕陽丘学園高等学校および大阪夕陽丘学園短期大学の源流となる大丸洋裁研究所を創設した。

## 経歴
現在の千葉県山武市松尾町に生まれる。1882年、日本基督教会で受洗する。1903年、慶應義塾大学部理財科を卒業。同大学部助手に就き、直後、助手兼舎監となる。
1908年、三越に入社。1919年、業界視察のために欧米に出張する。1921年、三越を退社し、国際労働機関の会議に商業使用人顧問として出席する。
1923年、大丸の上席専務取締役として入社。1941年、第2代社長に就き、1950年、会長に退く。

## 事業活動
三越時代、欧米視察の後、日本の百貨店業界の店員の待遇改善、週休1日制を提案したが、上層部に受け入れられず、三越を退社する。大丸では里見の入社前から彼の意見を聞き入れ、1922年7月から月曜定休を実施した。週1回定休は百貨店業界初の出来事であった。大丸入社後、専務取締役として経営の全権を任され、雇用関係の確立、店則・職務規程の整備、従業員の給与の引き上げ、待遇改善を行い、雇用関係の面で大丸を近代企業に建て直した。
他方、営業面では、全権を受けた専務として、旧式な同社の封建的遺風遺習を一掃、部門制度分業主義の導入、仕入部門の整備、アメリカ（ジョン・ワナメイカー、メイシーズ）や日本の同業他社（三越、松坂屋）からのノウハウの吸収、文化的要素の導入などで、大丸を近代的な百貨店に衣替えさせた。社長時代は戦時体制と戦後の物資調達困難のときであり、それに耐えうる社内体制を整え、次期社長の北沢敬二郎に引き継いだ。

## 社会的活動
1898年、慶応義塾キリスト教青年会の創立に参加し、1937年に竣工した慶應義塾大学キリスト教青年会館の建設を主導する。戦前戦後を通じて長く国際ロータリークラブ日本地区の役員となり、1937年から翌年まで会長を務めた。1947年、大阪ユネスコ協会を設立し、初代会長に就任する。そのほか、大阪キリスト教青年会（大阪YMCA）理事長など、各種団体の役員を歴任する。
1939年、大丸洋裁研究所を設立する。それは以降、大阪女子学園、大阪夕陽丘学園（大阪夕陽丘学園高等学校）へと発展していく。里見は当校の理事長、学園長、校長となり、みずからも教壇に立った。その他、大学などの教育機関の役員に名を連ねた。例えば、慶応義塾大学の評議員、明治学院大学、東京女子大学、神戸女学院大学、関西学院大学の各理事、同志社大学の社友、大阪実業教育教会の理事、大阪府社会教育教会の委員など。

## 指導精神（語録）
- 「伝統に囚われず、よいと極まれば、直ちに実行する勇気」
- 「非合理的な温情主義や卑屈な盲従の気風……の打破」
- 「顧客のための調達機関たれ」「従来百貨店は社会の“配給機関”としてその使命を高唱し……しかしながら今日の百貨店は……顧客のための“調達機関”とならなければならぬ。……すなわち、顧客が品質においてまた値段において、あるいはそのデザインにおいて、欲求するところの品物を、百貨店が変わって調達するために努力する」
- 「No Pretention」「プリテンドするというのは……実の伴わぬものを伴っているかのように偽り見せかけることをいうのである。……（相手に対して）十のものを十二に見せようと苦心するよりは、（自分が）その実質なり実体をまず十二にするように努力することが肝要なのである」
- 「愛と真実」「本学の立学の精神はキリスト教に基づく“愛と真実”である。この精神に基づいて、“全人教育”を行う。特に、“豊かな徳性と知性”を磨き、“健康で自主と協力に富み”、進んで“良き社会の建設”に貢献できる人間の形成に努める」
- 「教師はよき農夫たれ」「農夫が培い水を注いで天然の作物を成長させるがごとくに、若い生命を育てる」「鉄工所で鋳型に入れて物を作るように、学生を扱ってはならない」
- 「拠り所のない教育は駄目である」
- 「信念のない人間に知識だけを与えることはかえって悪いことになる」
- 「最も大いなる者は僕（しもべ）なり」（マタイによる福音書）
- 「敬天愛人」（西郷隆盛）

## エピソード・人柄
- 戦後直後、大丸の社屋が占領軍に接収されようとしたとき、交渉に当たり、接収を免れた。里見の英語力とキリスト教信仰と理想主義の人格が占領軍を動かしたと思われる。
- 「諄々と説く」「決して多弁ではなかったが、しかし静かによく語る」（小泉信三）
- 「卓越せる実務家であって、そうしてかつ高い理想家である」（小泉信三）
- 「俗流に漂わされず、しかもいささかも世俗と相背かず、高い理想を堅持しつつ、卑近な社会の実利を図ることに完全に成功した」（小泉信三）

## 先祖・親族
安房里見氏は平安時代から続く清和源氏新田氏の庶宗家里見氏の系統であり、里見義実を祖とする。室町時代後期から戦国時代までの安房里見氏の活躍は曲亭馬琴（滝沢馬琴）によって『南総里見八犬伝』のモデルとされた。江戸時代にはいったん安房国を離れ、掛川藩士であったが、藩主の転封に従って故地の安房国に移転した。
明治時代、純吉の祖父・里見艮斎（こんさい）、父・里見重義（しげよし）はともに千葉県松尾村の村塾経営者・教育者であった。父親は慶応義塾大学出身である。叔母に東京女子高等師範学校出身で北陸女学校（金沢）の初代校長を勤めた里見鉞子（えつこ）、甥に大丸取締役だった鳥羽昭雄（あきお）、姪の子供に参議院議員や千葉県知事を歴任した堂本暁子（あきこ）がいる。

## 著書・講演集
- 赤田開太共著 『How to speak Japanese correctly :seisoku Nihon-go gaku』 1903年。
- 『巨人之片影』竹川吉太郎（発売元上田屋東京）、1906年[6]。
- 「里見専務訓話集」『大丸二十年史-（附）里見専務訓話集』日本百貨店通信社、1940年。